# Фридрих фон Волкенщайн
Фридрих фон Волкенщайн (на немски: Friedrich von Wolkenstein; * пр. 1350; † 1399/1401) е австрийски благородник от фамилията Волкенщайн от Тирол.

## Биография
Той е син на Конрад I фон Волкенщайн († 1373) и съпругата му Урсула фон Ена († ок. 1388), дъщеря на Вилхелм I 'Галетус' фон Ен цу Грименщайн († 1335) и наследничката Аделхайд фон Гютинген († 1357). Внук е на Рандолд фон Филандерс († 1319) и Доротея фон Ротенбург.
Брат е на Ецелин фон Волкенщайн († 9 юли 1386 при Земпах), Вилхелм фон Волкенщайн († 1400), Йоханес фон Волкенщайн.
Внукът му Теобалд фон Волкенщайн († 1491) е непризнат епископ на Триент/Тренто (1444 – 1446). Другият му внук Освалд фон Волкенщайн († 1495), става фрайхер и е баща на Георг фон Волкенщайн († сл. 1472), епископ на Бриксен/Бресаноне.
Фридрих фон Волкенщайн служи в замък Шьонек (Южен Тирол) на графовете на Горица и Градишка от род Майнхардини. Ок. 1382 г. съпругата му наследява Тростбург от баща си.

## Фамилия
Първи брак: с Катарина фон Филандерс, наследничка на Тростбург, дъщеря на Екехарт II фон Филандерс-Тростбург († 1385) и Кванра фон Кастелноф. Те имат седем деца:
- Михаел фон Волкенщайн († 1446), женен I. за Анна фон Хоенег, II. за фон Шванген (баща на Теобалд фон Волкенщайн, епископ на Триент); III. за Фулгиния Зупанфон Майз
- Анна фон Волкенщайн († сл. 20 февруари 1396), омъжена I. за Георг II фон Фраунберг-Хааг († пр. 1442), II. за Георг фон Фройндсберг († сл. 17 септември 1383)
- Линхард фон Волкенщайн († 1430/1434), женен за Осана († сл. 1434)
- Марта фон Волкенщайн, омъжена за Вилхелм фон Лихтенщайн
- Урсула фон Волкенщайн, омъжена за Леонхард фон Турн
- Барбара фон Волкенщайн, омъжена I. за Петерман фон Нидертор, II. Хайнрих фон Фрайберг, III. Марквард фон Рандек, IV. за Фолкмар фон Маншперг
- Освалд фон Волкенщайн (* 1367/1376; † 2 август 1445, Хауенщайн/Меран), минезингер, певец, поет, композитор и политик, дипломат, женен I. за Анна фон Хоенемс, II. 1417 г. за Маргарета фон Швангау († сл. 3 май 1451).

Втори брак: с Маргарет. Бракът е бездетен.